# Михайловське болото
Миха́йловське боло́то (рос. Михайловское болото) — комплексна пам'ятка природи республіканського значення, що знаходиться поблизу села Михайловка Камбарського району Удмуртії, Росія. Утворено 27 жовтня 1997 року.
Площа заповідної території становить 7 га, відносить до Камбарського лісництва Камбарського лісгоспу.
Пам'ятка природи являє собою невелике болото, на якому зростає журавлина. Розташоване за 3 км на південний схід від села Михайловка.